# Spilosoma flava
Spilosoma flava är en fjärilsart som beskrevs av Daniel 1943. Spilosoma flava ingår i släktet Spilosoma och familjen björnspinnare. Inga underarter finns listade i Catalogue of Life.